# Rasa ariană

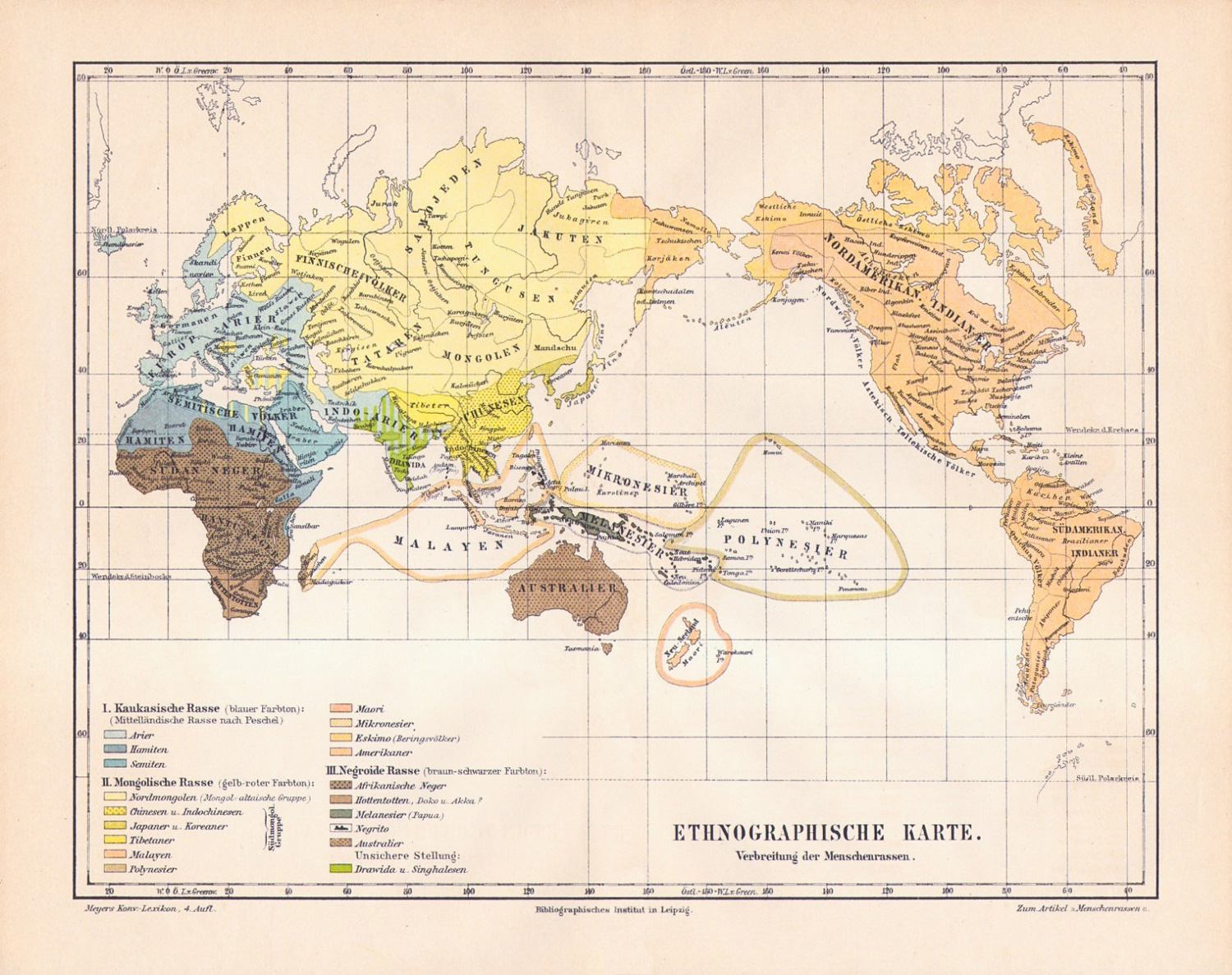
A patra ediție a Meyers Konversations-Lexikon (Leipzig, 1885-1890) exemplifică rasa europoidă ca fiind formată din arieni, semiți și hamiți. Arienii sunt la rândul lor împărțiți în arieni europeni și indo-arieni (termenul de „indo-arieni” era utilizat pentru a descrie ceea ce azi numim indo-iranieni).

Rasa ariană este un concept istoric de rasă care a apărut spre finalul secolului XIX și a rămas popular până la mijlocul secolului XX. Termenul era utilizat pentru a descrie popoarele indo-europene ca grup rasial. Conceptul este derivat din ideea că vorbitorii de limbă proto-indo-europeană și urmașii acestora din zilele noastre constituie o rasă distinctă sau o subrasă a rasei europoide.

## Etimologie
Termenul arian a fost utilizat în general pentru a descrie rădăcina proto-indo-europeană arya, endonim adoptat de indo-iranieni pentru a descrie arienii. Echivalentul în sanscrită a termenului este ārya (Devanāgarī: आर्य), la origine un termen de autodesemnare etnică, iar în sanscrita clasică înseamnă „onorabil, respectabil, nobil”. Echivalentul în persană veche este ariya- (Persană veche cuneiformă: 𐎠𐎼𐎡𐎹).
Termenul indo-arian este încă utilizat pentru a descrie jumătatea indică a limbilor indo-iraniene, i.e., familie de limbi care include sanscrita și limbile moderne hindi-urdu, bengaleza, punjaba, gujarati, romani, kashmiri, singaleză și marathi.

## Istorie
În secolul XVIII, cele mai cunoscute limbi antice din familia limbilor indo-europene erau cele indo-iraniene. Prin urmare, termenul aryan a început să fie utilizat pentru a denota nu doar popoarele indo-iraniene, ci și pe cele vorbitoare de limbi indo-europene; aici erau incluși romanii, grecii și popoarele germanice. Mai târziu, popoarele baltice, celții și slavii au fost introduși în această categorie. S-a susținut că toate aceste limbi au o origine comună - așa-numita limbă proto-indo-europeană - vorbită de către un popor antic considerat strămoșul comun al europenilor, iranienilor și indo-arienilor. 
În contextul antropologiei fizice și a rasismului științific din secolul XIX, termenul de „rasă ariană” era folosit pentru a descrie în mod eronat toate popoarele considerate urmașe ale proto-indo-europenilor - o submulțime a rasei europoide, pe lângă indo-iranieni (singurul popor despre care se știe că utiliza termenul de arya ca endonim încă din vremuri străvechi). Majoritatea locuitorilor moderni ai Australasia, Caucazului, Asiei Centrale, Europei, Americii Latine, Americii de Nord, Siberiei, Asiei de Sud, Africii de Sud și Asiei de Vest erau descriși prin intermediul acestui termen. Astfel de afirmații erau des întâlnite la începutul secolului XIX, perioadă în care se considera că arienii își aveau originea în partea de sud-vest a stepelor euroasiatice (teritoriile de astăzi ale Rusiei și Ucrainei). 
Max Müller este considerat primul scriitor care a menționat termenul de „rasă ariană” în engleză. În Lectures on the Science of Language (1861), Müller îi numea pe arieni ca fiind o „rasă de oameni”. La momentul respectiv, prin rasă se înțelegea „un grup de triburi sau popoare, un grup etnic”. Totuși, Müller scria în 1888 că „un etnolog care discută despre rasă ariană, sânge arian, ochi și par arian este al fel de păcător ca un lingvist care vorbește despre un dicționar dolihocefalic sau o gramatică brahicefalică”. În ciuda celor de mai sus, acesta utiliza ocazional termenul de rasă ariană.
Cu toate că teoria „rasei ariene” a rămas populară, în special în Germania, unii autori s-au opus acesteia, cu precădere Otto Schrader, Rudolp von Jhering și etnologul Robert Hartmann (1831-1893); cel din urmă a propus interzicerea conceptului de „arian” din antropologie.
Conceptul lui Müller de arian a fost mai târziu modificat astfel încât să fie asociat cu un subgrup de oameni diferiți din punct de vedere biologic. Autori precum Arthur de Gobineau, care susțineau că arienii reprezintă o categorie superioară de oameni, este unul dintre cei care au contribuit la reinterpretarea termenului. Müller nu a fost de acord cu această combinație de lingvistică și antropologie: „Știința limbajului și Știința omului nu pot fi ținute separat pentru mult timp... Trebuie să repet ceva ce am mai spus de multe ori: ar fi greșit să vorbim despre sânge arian la fel ca despre gramatică dolihocefalică”. Și-a reconfirmat opoziția față de această metodă în eseul său Biographies of words and the home of the Aryas din 1988. 
Spre finalul secolului XIX, teoria conform căreia indo-europenii au migrat din stepele euroasiatice a început să piardă teren în favoarea teoriei care susținea că indo-europenii și-ar avea de fapt originea în Germania sau Scandinavia. Astfel, sensul termenului de arian era limitat la popoarele „germanice”, „nordice” sau la Europa de Nord. Această versiune conduce la o diviziune a europoizilor în arieni, semiți și hamiți, tot în baza unor considerații lingvistice. Originea germană a arienilor era promovată cu precădere de către arheologul Gustaf Kossinna, care declara că popoarele proto-indo-europene erau identice culturii ceramice (în germană Schnurkeramik) din Germania neolotică. Această idee era răspândită în mediile intelectuale și culturale de la începutul secolului XX.
Semnificația acestui termen era cunoscută de scriitorii de la sfârșitul secolului XIX și începutul secolului XX. Un exemplu este lucrarea lui H.G.Wells, The Outline of History (1920). În acest volum, Wells utilizează termenul la plural („popoare ariene”), însă se împotrivea exploatării motivate rasial și politic a termenului de către autori precum Houston Stewart Chamberlain. Cu toate acestea, Wells a folosit cuvântul pentru a descrie anumite popoare (i.e., sciții). În 1922, în O Scurtă Istorie a Lumii, Wells a descris un grup divers de diferite „popoare ariene” care învățau „metode de civilizație”.
În ediția din 1944 a lucrării World Atlas publicată de Rand McNally, rasa ariană era descrisă drept una dintre cele zece rase majore ale umanității. Scriitorul science-fiction, Poul Anderson, un libertarian antirasist de origine scandinavă, utiliza termenul arian în lucrările sale pentru a descrie popoarele indo-europene.
„Arian” apare uneori ca sinonim pentru indo-european. Într-un articol din 1989 din Scientific American, Colin Renfrew utiliza termenul exact cu acest sens.